# Edmund G. Ross
Edmund G. Ross (né le 7 décembre 1826 à Ashland en Ohio, mort le 8 mai 1907) est un homme politique américain. Après la guerre de Sécession, il représenta le Kansas au Sénat des États-Unis de 1866 à 1871, puis fut nommé gouverneur du territoire du Nouveau-Mexique de 1885 à 1889.
Il vota contre la destitution du président Andrew Johnson, lui permettant de rester à son poste avec une majorité d'une voix. Cette acte, motivé selon ses dires par la volonté de maintenir l’indépendance du pouvoir exécutif — injustement visé par une procédure de destitution — par rapport à celui du législatif, lui valut l’opprobre aussi bien au sein de son État qu’à travers tout le pays. 
Il est un des huit sénateurs dont la biographie figure dans le livre Profiles in Courage de John Kennedy et Ted Sorensen.